# George Coedès
George Coedès (Parigi, 10 agosto 1886 – Parigi, 2 ottobre 1969) è stato uno storico e archeologo francese, esperto di storia e lingue del Sud-est asiatico.

## Biografia
Nato a Parigi da una famiglia di ebrei ungheresi emigrati, George Coedès  (o Cœdès) ebbe come maestro presso l'"École pratique des hautes études" (EPHE) Alfred Foucher, che lo iniziò allo studio del sanscrito e alla metodologia della ricerca archeologica e iconografica.
Fu nominato ricercatore presso l'"École française d'Extrême-Orient" (EFEO) nell'ottobre 1911 e s'imbarcò per la Cambogia nello stesso anno. Lo scoppio della prima guerra mondiale ebbe un effetto inaspettato sulla sua carriera. Grazie all'interessamento di Louis Finot, che non intendeva privarsi di suoi collaboratori, fu riformato, ed allorché il Siam nel 1917 dichiarò guerra alla Germania il principe Damrong lo propose quale direttore della Biblioteca Vajiranana di Bangkok (l'attuale Biblioteca Nazionale Thailandese), in sostituzione del tedesco Oscar Frankfurter, rientrato in patria.
Nel 1929 fu nominato alla direzione locale del centro dell'EFEO di Hanoi, dove risiedette, ricoprendo tale ruolo fino al 1946. Successivamente rientrò a Parigi, dove venne nominato curatore al Museo d'Ennery e ricoprì diversi incarichi presso cattedre di lingue e storia del Sud-est asiatico. Fu cooptato nell'Académie des inscriptions et belles-lettres il 14 febbraio 1958. Morì a Parigi il 2 ottobre 1969.

## La sua opera
Si basò principalmente sulla traduzione ed interpretazione di iscrizioni in diverse lingue dell'area del Sud-est asiatico, come Sanscrito, Pāli, Khmer antico, Malese antico, Mon, Thai, Cham. Scrisse tra gli altri due testi considerati fondamentali nel suo campo di studi: Les Etats hindouisés d'Indochine et d'Indonésie (1944, 1948, 1964) e Les Peuples de la péninsule indochinoise (1962) (mai tradotti in italiano), come pure innumerevoli articoli. In essi sviluppò il concetto di "regni indianizzati", ossia di una sorta di colonizzazione indiana, avvenuta per vie pacifiche principalmente ad opera di mercanti e religiosi a partire dal II secolo d.C., come influenza primaria nella fioritura di regni locali induisti e buddisti. Tale teoria, che vede le popolazioni locali quali meri ricettacoli delle influenze culturali di una civiltà esterna superiore, per quanto diluita rispetto al concetto di "Grande India" proposto da vari studiosi indiani a partire dagli anni venti, risente palesemente dello spirito del periodo e con la fine del colonialismo fu sottoposta a forti critiche.
L'opinione degli studiosi odierni è che l'"indianizzazione"  fu meno pervasiva di quanto credeva Coedès e che molte pratiche locali sopravvivevano sotto la superficie "indianizzata".
A Coedès va, tra gli altri, il merito della riscoperta dell'antico regno di Srivijaya, che ebbe centro in quella che attualmente è la città di Palembang, in Indonesia, la cui influenza si estese da Sumatra alla Penisola malese e a Giava. Fino alla pubblicazione delle scoperte e interpretazioni di Coedès su giornali in olandese e indonesiano negli anni venti, nemmeno gli abitanti del luogo, inclusi quelli dell'area di Palembang stessa, avevano avuto nozione della sua esistenza.

## Opere principali (edizioni in francese)
- (FR) Textes d'auteurs grecs et latins relatifs à l'Extrême-Orient depuis le IVe s. av. J.-C. jusqu'au XIVe siècle, 1910
- (FR) Études cambodgiennes, 1911-1956
- (FR) Inscriptions du Siam, 10 volumi, 1924-1929
- (FR) Documents sur l'histoire politique et religieuse du Laos occidental, 1925
- (FR) (FR) George Coedès, Le Royaume de Çrīvijaya, in BEFEO, vol. 18/1, 1918, ISSN 0336-1519 (WC · ACNP). URL consultato il 28 agosto 2009.
- (FR) Inscriptions du Cambodge, 8 volumi, 1937-1966
- (FR) (FR) George Coedès, Les stèles de Sdŏk Kǎk Thom Phnom Sandak et Práah Vihār, in BEFEO, vol. 43, 1943, ISSN 0336-1519 (WC · ACNP). URL consultato il 28 agosto 2009.
- (FR) Pour mieux comprendre Angkor, 1943
- (FR) Histoire ancienne des États hindouisés d'Extrême-Orient, 1944
- (FR) Les Etats hindouisés d'Indochine et d'Indonésie, 1948 Testo in linea
- (FR) Les Peuples de la péninsule indochinoise, 1962

## Onorificenze
Coedès ricevette le seguenti decorazioni reali thailandesi:
- 1929 -  Ordine di III classe dell'Elefante Bianco[7]